# Łazy (Kielce)

Dzielnice i osiedla Kielc, Łazy mają na mapie numery: 2 (Łazy), 3 (Gruchawka), 5 (Schaby)

Łazy – północno-zachodnia część Kielc, położona na obrzeżach miasta. 

## Położenie
Od północnego zachodu Łazy graniczą z miejscowością Kostomłoty I oraz zachodnią obwodnicą Kielc. Od wschodu Łazy sąsiadują z obszarami leśnymi, od południowego wschodu – z kieleckimi Herbami, a od południa i południowego zachodu – z Niewachlowem I i Niewachlowem II. Pomiędzy Łazami i Gruchawką płynie potok Sufragańczyk.

## Historia
Przed przyłączeniem do granic administracyjnych miasta w latach 70. XX wieku Łazy były przysiółkiem Niewachlowa w gminie Miedziana Góra (obecnie jednej z aglomeracyjnych gmin Kielc). 
Przy ulicy Smolaka znajduje się rzymskokatolicka parafia św. Józefa Oblubieńca NMP, liczbę wiernych szacuje się na ok. 1700 osób.

## Podział dzielnicy
Do Łazów w potocznym rozumieniu często zalicza się trzy części miasta położone w jednym obrębie ewidencyjnym i na obszarze jednej parafii:
- Łazy[1],
- Gruchawkę[1],
- Schaby[1].

Główne, przelotowe ulice Łazów to:
- Łódzka (droga krajowa nr 74),
- K. Smolaka (droga powiatowa[7]).

Pozostałe ulice Łazów to:
- Lubiczna,
- Łazy,
- Piaseczny Dół,
- Przęsłowa,
- Żelaznogórska.

Ulice Gruchawki to:
- Gruchawka,
- Iglasta,
- Kaczowa,
- Zastawie.

## Komunikacja miejska
Dojazd do tej części miasta umożliwiają autobusy komunikacji miejskiej linii: 9, 21 25, 32, 107.

## Handel
Na południe od zabudowy mieszkaniowej Łazów (a ściślej tzw. Schabów) znajduje się sklep sieci handlowej Makro. W pobliżu jest też wiele małych sklepów oraz poczta.

## Problem z nazewnictwem
W związku z istnieniem dwóch ulic o nazwie Łazy na terenie aglomeracji Kielc - jednej będącej główną ulicą północnej części dzielnicy Łazy, oraz drugiej usytuowanej na osiedlu Herby w Miedzianej Górze - zdarza się, że ulice te są ze sobą bardzo często mylone.